# Liste der Naturdenkmale in Winden (Pfalz)
Die Liste der Naturdenkmale in Winden nennt die im Gemeindegebiet von Winden ausgewiesenen Naturdenkmale (Stand 17. April 2013).

## Naturdenkmale
| Nr.         | Bezeichnung          | Lage            | Beschreibung                                             | Bild                                    |
| ----------- | -------------------- | --------------- | -------------------------------------------------------- | --------------------------------------- |
| ND-7334-227 | Eichen am Spielplatz | Waschgasse Lage | Quercus robur, zwei Bäume, um 1800 und um 1880 gepflanzt | Direkt Bild zu diesem Denkmal hochladen |